# Canoa/kayak ai Giochi della XIV Olimpiade - K2 10000 metri maschile
La competizione del K2 10000 metri di Canoa/kayak ai Giochi della XIV Olimpiade si è disputata il giorno 11 agosto 1948 al bacino del Royal Regatta, Henley-on-Thames.

## Risultati
| Pos.    | Nazione        | Atleti                            | Tempo   |
| ------- | -------------- | --------------------------------- | ------- |
| Oro     | Svezia         | Gunnar Åkerlund Hans Wetterström  | 46'09"4 |
| Argento | Norvegia       | Ivar Mathisen Knut Østby          | 46'44"8 |
| Bronzo  | Finlandia      | Ture Axelsson Nils Björklöf       | 46'48"2 |
| 4       | Danimarca      | Alfred Christensen Finn Rasmussen | 47'17"5 |
| 5       | Ungheria       | Gyula Andrási János Urányi        | 47'33"1 |
| 6       | Paesi Bassi    | Cornelis Koch Hendrik Stroo       | 47'35"6 |
| 7       | Cecoslovacchia | Ludvík Klíma Karel Lomecký        | 48'14"9 |
| 8       | Belgio         | Hilaire Deprez Jozef Massy        | 48'23"1 |
| 9       | Austria        | Walter Piemann Alfred Umgeher     | 48'24"5 |
| 10      | Polonia        | Alfons Jeżewski Marian Matłoka    | 48'25"6 |
| 11      | Svizzera       | Fritz Frey Werner Zimmermann      | 48'33"2 |
| 12      | Francia        | Richard Flèche Maurice Graffen    | 50'10"1 |
| 13      | Stati Uniti    | Ray Clark John Eiseman            | 50'26"6 |
| 14      | Canada         | George Covey Henry Harper         | 53'04"2 |
| 15      | Lussemburgo    | René Fonck Jean Nickels           | 53'04"6 |